# 峭壁

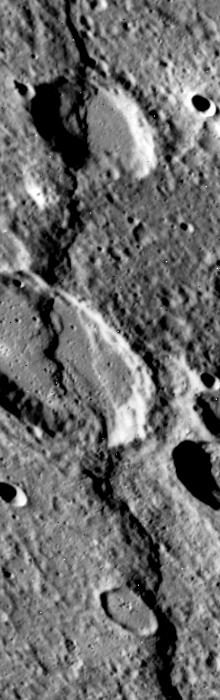
水星上发现的部分断崖，总长5650公里，高度达到2公里。

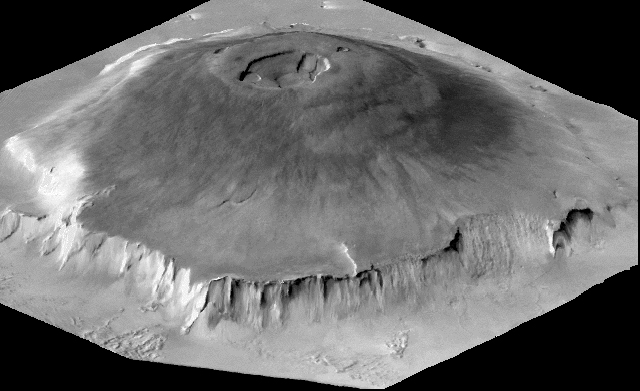
奥林帕斯断崖—环绕火星奥林帕斯山的断崖。

峭壁或断崖，在行星地质学上是引用自拉丁文的Rupes，用来指其他星球上的悬崖。同行星体系命名法中的其它术语一样，只描述对象外观的單詞，而不反映它的任何起源。因此，适用于任何来源的对象。涉及这一项目的首个命名，是月球上的直壁和阿尔泰峭壁，1961年被国际天文學联合会批准接受。截至2015年3月，国际天文學联合会已在太阳系中命名了62个此类似地质特征，其中水星上17处、金星上7处、月球上8处、火星上23处、小行星灶神星和司琴星上各2处，天王星的卫星米兰达上2处、泰坦妮亚上一处。
有关峭壁或断崖的形成原因，是2008年的一个热门话题，类地行星的地壳冷却收缩和撞击引起的大范围地壳变动是目前的二种主流理论。
各天体上断崖的命名各不相同：
- 水星上-是以各探险船的名字命名；
- 金星上-是以各国神话中的炉灶女神命名；
- 月球上-是以相邻的陨坑或其它特征名命名。此外，一道长长的斜坡因其独特的外观而被称为直壁（Rupes Recta），而另一座阿尔泰峭壁（Rupes Altai）是以地球上的阿尔泰山脉的名字命名；
- 火星上-是以吉奥瓦尼·斯基亚帕雷利和欧仁·米歇尔·安东尼亚第火星图中相邻反照率特征名命名；
- 灶神星-是以罗马节日和城市名命名；
- 司琴星-是以罗马帝国的一条河流名及当时相邻的欧洲地区-巴黎的前身卢泰西亚命名；
- 天卫五“米兰达”-是以出现在莎士比亚著作中的城市名命名（如，维罗纳断崖）；
- 天卫三“泰坦妮亚”-类似于米兰达。

## 另请参阅
- 维罗纳断崖
- 月球上的断崖